# Ernest Adriaensen
Ernest Adriaensen (Antwerpen, 31 mei 1941) is een Vlaams gitarist, fluitspeler en bassist, vooral bekend als lid van De Strangers
Ernest 'Nest' Adriaensen begon zijn carrière in het combo van Walter Van Der Smissen. Daarnaast was hij violist en uitbater van de populaire naoorlogse nachtclub Nocturne aan de Antwerpse Anneessensstraat, toen algemeen bekend als de Nocturne Van der Smissen. In 1976 werd hij muzikaal begeleider van de Antwerpse groep De Strangers. Datzelfde jaar werd hij ook café-uitbater in Berchem.
Hij was lange tijd ook actief bij de productieafdeling van de N.V. Amusement en van de succesrijke televisieserie Familie.
Adriaensen was van 1973 tot 1982 met zangeres en actrice Jacky Lafon gehuwd. In 1979 kregen ze een adoptiedochter, Nathalie. In 1982 scheidde het koppel, maar in 1989 huwden ze opnieuw en ze scheidden weer in 1995.
Nest Adriaensen is sinds 2002 lid van de N-VA maar was in 1994 al kandidaat op de stedelijke kartellijst Antwerpen '94 (CVP, VU en onafhankelijken), en in 2000 op de gemeenteraadslijst van de CVP. Hij is ook supporter van de Antwerpse voetbalclub K. Berchem Sport.